# Lofti Issaoui
Lofti Issaoui – tunezyjski judoka. Uczestnik mistrzostw świata w 1993. Startował w Pucharze Świata w latach 1993 i 1996-1998. Srebrny medalista mistrzostw Afryki w 1998 i brązowy w 1996 roku.